# Kalasnyikov (ital)
A Kalasnyikov egy koktél. Felespohárban szolgálják fel. A pohárba rendszerint vodka kerül. A pohár tetejére egy citromkarikát tesznek, arra barnacukrot (esetlegesen még fahéjat), majd ezt leöntik egy kevés abszinttal.
Felszolgálás után a fogyasztó személy előbb meggyújtja a tetejét, mire a kékes láng megolvasztja a barnacukrot, amely a citromkarika közepén lévő lyukon belecsöpög a vodkába. Ha elaludt a láng, le kell venni a citromkarikát, meginni a vodkakeveréket, majd pedig elszopogatni a citromot.